# Drum național 23B
Der Drum național 23B (rumänisch für „Nationalstraße 23B“, kurz DN23B) ist eine Hauptstraße in Rumänien. 

## Verlauf
Die Straße zweigt in Măicănești vom Drum național 23 nach Westen ab und führt über eine Länge von rund 17 km nach Ciorăști. Dort endet sie bei ihrem Zusammentreffen mit dem von Norden aus Focșani kommenden Drum național 23A. Die Fortsetzung der Straße führt als Kreisstraße Drum județean 202 in die Stadt Râmnicu Sărat.